# Zygmunt Palczowski (zm. 1587)
Zygmunt Saszowski z Palczowic (ok. 1530, zm. 1587) znany także jako Zygmunt Palczewski (Palczowski) z Palczowic – polski szlachcic i gałąź z Domu Saszowskich herb Saszor, podstarości i burgrabia krakowski, działacz reformacji.
Był synem sędziego zatorskiego szlachcic Jakub Saszowski z Palczowic (zm. po 1556) i Zofii z domu Myszkowskiej. W młodości służył na dworze cesarza Karola V i służył w jego wojsku. W 1551 wrócił do  kraju. Przez małżeństwo z córką Mikołaja Pszonki z Babina, Jadwigą związał się z małopolskimi zwolennikami Reformacji. W 1561 uzyskał wyłączenie go spod jurysdykcji praw księstw zatorskiego i oświęcimskiego i poddanie go prawu polskiemu. Od 1563 był podstarościm krakowskim, powołany przez starostę Stanisława Myszkowskiego.  Obaj przyczynili się do ukrócenia buntów młodzieży akademickiej w Krakowie- Zygmunt stłumił też wystąpienia przeciw niemu samemu.
Pomagał w rozwoju kościoła kalwińskiego w Małopolsce- w swych dobrach zamienił na zbory parafialny kościół w Palczowicach (1564), w Przybradzu (1568) i Radoczy (1574). Pomagał też gminie protestanckiej w Krakowie (w 1568 kupił im kamienicę przy ul. św. Jana, którą zamienił na zbór i szkołę). W 1570 po śmierci Myszkowskiego i objęciu funkcji starosty przez Poseł na sejm 1572 roku z województwa krakowskiego. W tym roku powrócił na urząd podstarościego przy Janie Firleju. W okresie bezkrólewia (1572-1573) czuwał nad bezpieczeństwem Krakowa.  W czasie następnego bezkrólewia (1574-6) pilnował zamku wawelskiego. Cieszył się względami Stefana Batorego po jego elekcji na tron polski. W 1577 był komisarzem królewskim na województwo krakowskie i sandomierskie do obejmowania czasowym sekwestrem towarów i pieniędzy kupców gdańskich. W 1579 król mianował go burgrabią krakowskim. W roku następnym przestał być podstarościm, usunięty przez Mikołaja Dłuskiego.
Po ojcu odziedziczył Palczowice i Przybradz a majątek zwiększył o Radoczę (1574), Rudze (1578) oraz części w Brodle, Czarnowcach, Marcyporębie i Witanowicach. W Krakowie posiadał kamienicę przy ul. Stolarskiej, nadaną mu przez króla, dom z ogrodem na Zwierzyńcu, drugi za bramą św. Mikołaja i w Krowodrzy. Na Kazimierzu miał kolejne trzy domy: koło kościoła Bożego Ciała, przy rynku i przy ulicy idącej do bramy Glinianej. Ponadto miał jeszcze dwa domy w Bochni i jeden w Skawinie. W latach 1580–83 dzierżawił czopowe w województwie krakowskim. Ta dzierżawa przysporzyła mu sporych kłopotów, z których ratował go kanclerz Jan Zamojski – aby mu się odwdzięczyć, nie wziął udziału w sejmiku proszowickim w listopadzie 1584 (po ścięciu Samuela Zborowskiego).